# Сийм, Каури
Каури Сийм (эст. Kauri Siim; 4 марта 1986, Пярну) — эстонский футболист, левый защитник.

## Биография
Воспитанник пярнуского футбола. Взрослую карьеру начал в 2003 году в местном «Тервисе», выступавшем в первой лиге Эстонии. В 2004 году перешёл в «Валгу», в её составе дебютировал в высшем дивизионе 13 марта 2004 года в матче против «Тулевика». В 2005 году перешёл в таллинскую «Флору», где в первой половине сезона выступал за основную команду, а летом был отдан в полугодичную аренду в «Тервис», игравший в первой лиге. В 2006 году продолжил играть за «Флору», с которой стал бронзовым призёром чемпионата и финалистом Кубка Эстонии. В 2007 году выступал за клубы высшей лиги «Тулевик» (Вильянди) и «Вапрус» (Пярну), после чего завершил профессиональную карьеру. В дальнейшем играл на любительском уровне в низших лигах за таллинский «Ээсти Коондис».
Всего в высшем дивизионе Эстонии сыграл 77 матчей.
Выступал за сборные Эстонии младших возрастов, провёл не менее 25 матчей.

## Достижения
- Бронзовый призёр чемпионата Эстонии: 2006
- Финалист Кубка Эстонии: 2005/06